# Godred Don

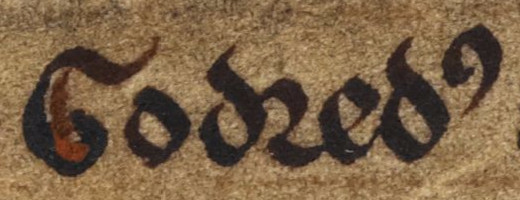
Godreds Name in einem mittelalterlichen Manuskript

Godred Don (deutsch Gottfried der Braunhaarige; auch Guðrøðr Rǫgnvaldsson oder Godred Ragnvaldson) († 1231 auf der Isle of Lewis) war kurzzeitig ein König der westschottischen Inseln.

## Herkunft
Godred Don entstammte dem ursprünglich skandinavischen Geschlecht der Godfreysons. Er war der älteste Sohn von König Ragnvald von Man und dessen Ehefrau, deren Name nicht überliefert ist. 1210 reiste Ragnvald mit ihm nach Norwegen, wo sie König Inge als Oberherrn der westschottischen Inseln die Treue schworen und Tribut zahlten.

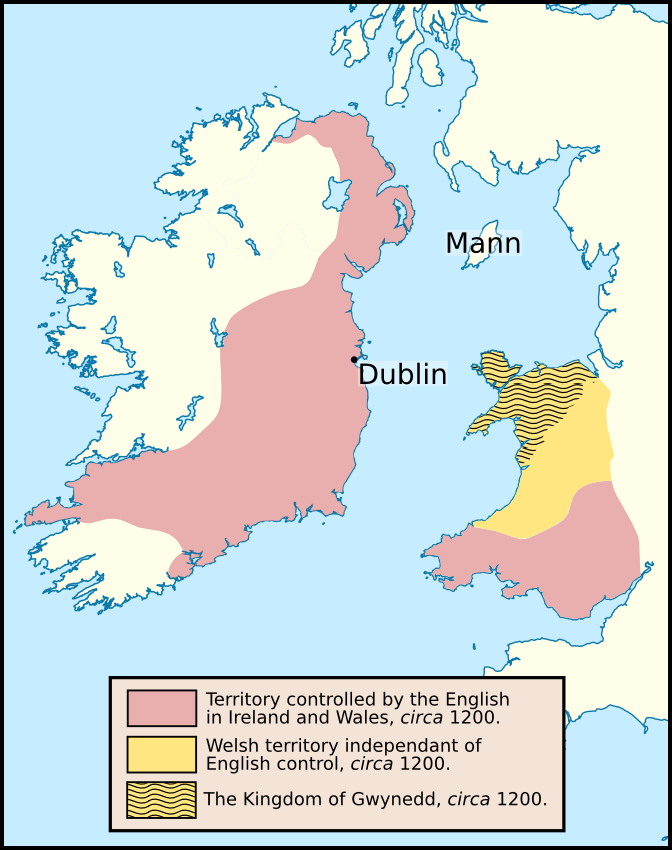
Man und die umgebenden Reiche zur Zeit von Godred Don

## Machtkampf mit Olaf Godfreyson
Um 1221 verwaltete Godred als Unterherrscher für seinen Vater die Isle of Skye. Ragnvalds jüngerer Bruder Olaf der Schwarze herrschte als Unterherrscher über die Isle of Skye. Er verstieß um 1221 seine Frau, die eine Schwester von Godreds Mutter war, und heiratete Christina, eine Tochter des nordschottischen Magnaten Ferchan  Mactaggert. Godreds Mutter soll daraufhin ihren Sohn beauftragt haben, seinen Onkel Olaf gefangen zu nehmen. Pål Balkisson, ein einflussreicher Adliger auf Skye, verweigerte Godred die Unterstützung, doch dieser segelte mit einer Streitmacht nach Lewis und tötete dort mehrere Männer von Olaf. Dieser konnte jedoch entkommen und suchte bei seinem neuen Schwiegervater Ferchar Unterstützung. Als Godred sich 1223 mit nur wenigen Kriegern auf 'St Columba's Isle', einer nicht genau bekannten kleinen Insel bei Skye aufhielt, wurde er von Olaf und Pål Balkisson überfallen und gefangen genommen. Pål Balkisson soll Godred ohne Olafs Zustimmung geblendet und entmannt haben, doch es gilt als sicher, dass Olaf die Tat zumindest billigte.
In den folgenden Jahren kam es weiter zu einem Machtkampf zwischen Ragnvald und Olaf, in dem Ragnvald 1229 getötet wurde. Olaf fürchtete nun jedoch weitere Angriffe des mächtigen schottischen Magnaten Alan, Lord of Galloway, der mit Ragnvald verbündet gewesen war. Deshalb reiste er nach Norwegen zu König Håkon IV., der die Oberherrschaft über Man und die westschottischen Inseln ausübte. Godred Don war wahrscheinlich bereits zuvor nach Norwegen geflüchtet. Der norwegische König sandte nun eine Flotte unter dem Kommando von Uspak, einem weiteren Adligen der Inseln, nach Westschottland. Sowohl Olaf wie auch Godred Don begleiteten die Flotte. Uspak starb zwar während des Feldzugs, doch mit Hilfe der norwegischen Flotte konnten Olaf und Godred Don die Isle of Man besetzen. Olaf übernahm wieder die Herrschaft auf Man, doch auf Druck der norwegischen Unterführer musste er Godred trotz dessen Verstümmelung die Herrschaft auf Lewis und einigen anderen Inseln überlassen. Im Frühjahr 1231 segelte die norwegische Flotte nach Lewis, wo Godred als König eingesetzt wurde. Godred versuchte, seine Herrschaft rasch zu festigen. Nach dem Abzug der Norweger ließ er seinen alten Rivalen Pål Balkisson töten, der ebenfalls an dem norwegischen Feldzug teilgenommen hatte. Wenig später wurde er aber von Rivalen auf Lewis ermordet. Daraufhin fiel Lewis wieder an Olaf.

## Nachkommen
Godred Don hatte vor 1223 mindestens einen Sohn bekommen, Harald Godredson († nach 1255). Nach dem Tod von Harald Olafson, dem Sohn von Olaf dem Schwarzen im Herbst 1248, war die Machtfrage auf Man ungeklärt. Harald Olafsons Bruder Ragnvald wurde im Mai 1249 ermordet. Daraufhin kehrte Godred Dons Sohn Harald Godredson nach Man zurück. Es gelang ihm, die Herrschaft über die Insel zu übernehmen. Er reiste nach Norwegen, um die Zustimmung des norwegischen Königs für seine Machtübernahme zu erhalten. Während seiner Abwesenheit besetzte aber Magnus, ein weiterer Sohn von Olaf, mit Unterstützung seines Schwiegervaters Ewen Macdougall, Lord of Argyll die Insel. Harald Godredson versuchte nun, die Unterstützung des englischen Königs Heinrich III. zu erhalten. Nachdem dieser ihn anfänglich unterstützt hatte, erkannte er aber 1255 Magnus als König von Man an und entzog Harald Godredson seine Unterstützung.